# أوتو بفيستر
أوتو بفيستر (بالألمانية: Otto Pfister)، من مواليد 24 نوفمبر 1937 في كولن في ألمانيا النازية، لاعب كرة قدم ألماني معتزل، كان يشغل منصب المدير الفني لمنتخب أفغانستان لكرة القدم.

## مسيرته كلاعب
- بدأ مسيرته الكروية مع نادي فيكتوريا كولن 1904 في سنة 1958.
- في سنة 1959 انتقل إلى نادي كولن 99.
- في موسم 1959/1960 انتقل إلى نادي كياسو السويسري.
- في موسم 1960/1961 انتقل إلى نادي غرينخين السويسري.
- في سنة 1961 انتقل إلى نادي فادوز الليختنشتايني، ولعب معهم حتى سنة 1963.
- وفي سنة 1963 انتقل إلى نادي سانت غالين السويسري، ولعب معهم حتى سنة 1966
- وفي سنة 1966 انتقل إلى نادي نوردشتيرن بازل السويسري، ولعب معهم حتى سنة 1968.
- وفي موسم 1968/1969 انتقل إلى نادي موتيير السويسري.
- وفي سنة 1969 انتقل إلى نادي تشور السويسري، ولعب معهم حتى سنة 1972.

## مسيرته كمدرب
- بدأ مسيرته التدريبية مع منتخب رواندا لكرة القدم في سنة 1972، ودربهم حتى سنة 1976.
- وفي سنة 1976 انتقل إلى تدريب منتخب فولتا العليا لكرة القدم، ودربهم حتى سنة 1978.
- وفي سنة 1979 انتقل إلى تدريب منتخب السنغال لكرة القدم، ودربهم حتى سنة 1982.
- وفي سنة 1982 درب منتخب ساحل العاج لكرة القدم، واستمر معهم حتى سنة 1985.
- وفي سنة 1985 انتقل إلى تدريب منتخب زائير لكرة القدم، ودربهم حتى سنة 1989.
- وفي سنة 1989 انتقل إلى تدريب منتخب غانا لكرة القدم، ودربهم حتى سنة 1995.
- وفي سنة 1995 درب منتخب بنغلاديش لكرة القدم، ودربهم حتى سنة 1997.
- وفي سنة 1997 درب منتخب السعودية لكرة القدم.
- وفي سنة 1998 عاد إلى منتخب السعودية لكرة القدم، ودربهم حتى سنة 1999.
- وفي سنة 1999 انتقل إلى تدريب نادي الزمالك المصري، ودربهم حتى سنة 2002.
- وفي سنة 2002 انتقل إلى تدريب الصفاقسي التونسي ، ودربهم حتى سنة 2004.
- وفي موسم 2004/2005 درب نادي النجمة اللبناني.
- وفي سنة 2005 درب النادي المصري البورسعيدي.
- وفي سنة 2006 درب منتخب توغو لكرة القدم.
- وفي موسم 2006/2007 درب نادي المريخ السوداني.
- وفي سنة 2007 عاد إلى منتخب الكاميرون لكرة القدم، ودربهم حتى سنة 2009.
- ومنذ سنة 2011 وهو يدرب منتخب ترينيداد وتوباغو لكرة القدم، ودربهم حتى سنة 2012.
- عاد الآن ليصبح للمرة الثانية مدرباً لنادي المريخ السوداني 2014م